# Merikari (klippa)
Merikari (finska: Märäkari) är en klippa i Finland.   Den ligger i kommunen Kotka i den ekonomiska regionen  Kotka-Fredrikshamn  och landskapet Kymmenedalen, i den södra delen av landet, 120 km öster om huvudstaden Helsingfors.
Terrängen runt Merikari är mycket platt.  Närmaste större samhälle är Kotka, 15,9 km nordväst om Merikari. 